# Подгорный (Иркутская область)
Подгорный - посёлок в Нижнеудинском районе Иркутской области

## География
Посёлок находится в 4 км от центра района.

## Население
По данным Всероссийской переписи населения 2010 года население НП составило 280 человек

## Власть
Посёлок в административном плане относится к Усть-Рубахинскому муниципальному образованию Нижнеудинского района
Иркутской области